# 弁天大橋 (大分市)
弁天大橋（べんてんおおはし）は、大分県大分市の大分川に架かる橋である。
大分県道22号大在大分港線（臨海産業道路）の一部を構成する。

## 概要
大分川の橋の中では最も下流に架かる橋である。また、1966年（昭和41年）に架けられた橋で、大分川下流域（明磧橋より下流）に架かる橋としては大分自動車道を除くと最も新しい。橋の名称は、架橋地点の大分川左岸の地名から採られている。完成前には、大分川橋と呼ばれていた。
架橋当時に開発途上であった大分臨海工業地帯と市街地とを結ぶ大分県道22号大在大分港線（臨海産業道路）の一部を成し、1966年に大分県で開催された第21回国民体育大会（大分国体、剛健国体）のメインスタジアムであり、大分川の右岸近くに位置する大分市営陸上競技場へのアクセス向上を目的として建設された。